# Вили ван де Керкоф
Вили ван де Керкоф (хол. Willy van de Kerkhof; Хелмонд, 16. септембар 1951) бивши је холандски фудбалер.

## Каријера
У каријери је наступао само за два клуба Твенте и ПСВ Ајндховен. Ван де Керкхоф и његов брат близанац Рене били су чланови холандске репрезентације која је 1974. ушла у финале Светског првенства. Били су кључни играчи у тиму који је такође играо у финалу 1978. године. Играо је за Холандију на Европском првенству 1980. године у Италији. Наступио је 63 пута у дресу са државним грбом и постигао пет голова.
Пеле га је сврстао 2004. године на ФИФА 100 листу најбољих живих фудбалера.

## Успеси
ПСВ Ајндховен
- Ередивизија: 1974/75, 1975/76, 1977/78, 1985/86, 1986/87, 1987/88.
- Куп Холандије: 1973/74, 1975/76, 1987/88.
- Куп УЕФА: 1977/78.
- Куп европских шампиона: 1987/88.

Холандија
- Светско првенство финале: 1974, 1978.
- Европско првенство треће место: 1976.